# Nigel de Fossard
Nigel de Fossard (c. 1040-1120) fue un noble caballero anglonormando, señor de Mulgrave en Yorkshire y custodio del castillo del mismo nombre que Nigel construyó sobre una propiedad donde se emplazaba la antigua fortaleza de Wada de Helsingia, saqueada durante la conquista normanda de Inglaterra (1066). Era vasallo de Roberto de Mortain. El Libro Domesday registra que era feudatario de 114 señoríos, todos en Yorkshire, incluyendo el de Roberto, conde de Mortain. En 1088 se convirtió en arrendatario principal del rey en 1088 y titular de la gran baronía feudal de Mulgrave, que, según la Cartae Baronum de 1166, comprendía 33 1/2 feudos de caballero. Nigel y Richard de Surdeval administraban la mayoría de las propiedades de Roberto de Mortain. Aunque el conde era un gran terrateniente en Yorkshire, el control directo de sus dos arrendatarios debilitó de facto el poder condal. Nigel era benefactor de la abadía de Santa María de York y también hizo donaciones a la abadía de Ramsey. Se supone que murió en 1120, pero es posible que fuese más tarde, hacia 1128 ya que un año después (1129) el rey tenía sus tierras bajo control. No se registraron las razones, pero su heredero tuvo que pagar una multa para recuperar su herencia.

## Herencia
Se desconoce el nombre de su esposa, pero las crónicas contemporáneas citan a dos hijos:
- Robert FitzNigel de Fossard, barón de Mulgrave (c. 1068-1135), primogénito;
- Gertrude de Fossard, casada con el caballero Robert de Meinil en primeras nupcias, y posteriormente con Jordan Paynell de Hooton (m. 1147), un hijo de Ralph Paynel.